# Pacific Jazz Records
Pacific Jazz Records was een Amerikaans platenlabel dat jazz-platen uitbracht. Het werd vooral bekend door zijn West Coast Jazz-uitgaven, een stroming binnen de cool jazz.
Het werd in 1952 in Los Angeles opgericht door Richard Bock en drummer Roy Harte. De bekendste musici die voor het label opnamen waren Chet Baker, Gerry Mulligan, Paul Desmond, Joe Pass en Gerald Wilson. Ook bracht het opnamen uit van Lee Konitz, Buddy Rich, Jimmy Witherspoon, Chico Hamilton, Bud Shank en Les McCann. Veel hoezen hadden een foto van William Claxton. 
In 1954 kwam het met een sublabel, Pacifica, dat onder meer populaire muziek uitbracht. Rond 1957 werd de naam van Pacific Jazz Records veranderd in World Pacific Records. In die tijd werkte George Avakian bij het label. In 1964 werd het label verkocht aan Liberty Records. Daarna kwam het achtereenvolgens in handen van Transamerica en United Artists. Later werd het eigendom van Capitol en de EMI-groep. Tegenwoordig maakt het deel uit van de Blue Note-catalogus.